# Усташка војница
Усташка војница је била паравојна формација у Независној Држави Хрватској, за разлику од домобрана, регуларне војске НДХ. Усташка војница је била партијска војска усташког покрета, слично као што је Вафен-СС био за Нацистичку партију, односно Српски добровољачки корпус за Збор. Своје корене има у усташким логорима за обуку које је Анте Павелић створио у емиграцији у Италији и Мађарској од 1933. до 1937. године.
Наредбу о утемељењу УВ поглавник Анте Павелић издао је 10. маја 1941. и до краја 1941. устројено је 12 војно способних бојни (батаљона). Усташка војница је прошла кроз низ реорганизација, током које је проширена да обухвати све оружане формације владе НДХ које нису припадале Домобранству, Морнарици или Авијацији. Ова формација је постојала све до почетка 1945. када је спојена са Хрватским домобранством у Хрватске оружане снаге, мада спајањем није створена хомогена организација, а бивши официри Усташке војнице су доминирали у њеним операција и држали већину заповедничких функција у ХОС.
Усташка војница је била одговорна за неке од најтежих злочина почињених у Другом светском рату, укључујући вршење кључне улоге у оснивању и вођењу око 20 концентрационих логора у НДХ. У њеном саставу биле су такве јединице као што су Црна легија којом су заповедали Јуре Францетић и Рафаел Бобан и Усташки обрамбени сдруг ком је заповедао Вјекослав Лубурић.

## Настанак
Зачетак Усташке војнице је створен 11. априла када је војсковођа (маршал) Славко Кватерник именовао посебан штаб да контролише разне добровољачке наоружане групе које су се спонтано појавиле како се Југословенска војска распала након инвазије сила Осовине. Анте Павелић је 10. маја 1941. је издао специјално наређење у којој је детаљно описано њена формална организација. Међутим, неке од првих група које су основане на разним местима су биле одреди нередовних или „дивљих“ усташа, који нису били део званичне организације, која је на почетку било само 4.500. Број нередовних или 'дивљих' усташа широм НДХ је био процењен и до 25.000–30.000. И редовне и нередовне усташке јединице ће ускоро спроводити злочине против Срба, Јевреја, Рома и свих наводних или стварних противника усташког режима.
Усташку војницу су чинили углавном добровољци, а само четвртина официрског кадра је било професионално обучено. Војница је била индоктринирана усташком идеологијом и обавезала се да ће бранити Павелића и усташки режим. Иако је Павелић био њен титуларни врховни командант, он није имао никакву контролу, јер су усташке формације и јединице на терену биле под командом Домобранства или осовинских војски. У војници је био значајан број муслимана, мада се тај број смањио од средине 1943, али није било муслиманских вођа војнице и само мали број њих је унапређен у више чинове. Усташка војница је такође укључивала и малу фолксдојчерску милицију основану у јулу 1941. која је нарасла до величине од 1.500 редовних и 1.200 резервних војника до јуна 1942. Главни задатак немачке милиције је био заштита фолксдојчерских села од партизана, углавном у Славонији и Срему.
У августу 1941. основана је Усташка надзорна служба са задатком да се бори против анти-усташких активности широм НДХ. Надзорна служба се састојала од четити дела: Усташког редарства (полиције), Усташке обавештајне службе, Усташке одбране и Особној одсека. Шефа надзорне службе је именовао Павелић, коме је они једино одговарао.
Уопштено незаконито понашање усташа је привлачило неке криминалне елементе у Усташку војницу. Ово је признавао чак и Павелић, мада их је он користио као жртвене јарце за неке акције које су извршиле саме усташе.

## Оснивање јединица за посебне сврхе
Крајем 1941. основана је Црна легија, сачињена углавном од муслиманских и хрватских избеглица из села источне Босне, одакле су четничке и партизанске јединице починиле веће масакре. Легија, која је имала снагу од 1.000 до 1.500 војника, изградила је репутацију борећи се против четника и партизана, и била је одговорна за велики масакре српских цивила. На почетку је њоме заповедао потпуковник Јуре Францетић, а након што је заробљен од партизана у децембру 1942. и чијем је заробљеништву и умро од рана. Легијом је командовао мајор Рафаел Бобан. Легија се користила широм НДХ, и постала је део 5. дивизије ХОС у децембру 1944. када је Бобан унапређен у генерала и дато му је командовање овом дивизијом.
Друга специјална јединица је била Усташка обрамбена бригада, којом је командовао Вјекослав Лубурић, која је брзо стекла своју репутацију због своје екстремне бруталности. Ова бригада је управљала мрежом концентрационих логора које је основао усташки режим. Као и Црна легија, и они су се борили против четника и партизана и били су одговорни за велике злочине и масован терор над српским становништвом.

## Реорганизација 1942.
Када су Италијани поново окупирали зоне II и III у другој половини 1941, они су преузели контролу над једном трећином територије НДХ, и наредили свим јединицама Усташке војнице (које су оптужили да бројне изгреде против српског становништва на територији НДХ) и већини јединица Домобранства да се повуку из ових зона. Влада НДХ је оштро протестовала, али Италијани нису одступили, и још су уместо њих користили су помоћне четничке одреде да одржавају мир у овим зонама. До септембра 1942. није било више од 1.000 припадника Усташке војнице у зони, а и оне су биле под италијанском командом и надзором.
Декретом од 18. марта 1942. војне снаге су реорганизоване у Домобранство, Морнарицу и Зракопловство, оружништво (жандармерију) и Усташку војницу. Специјалним декретом од 26. јуна 1942. оружништво, које је претходно било део Домобранства, је постало део Усташке војнице и стављено је под команду младог усташког пуковника Вилка Печникара, што је изазвало огорчење домобранских официра. У јулу и август 1942. Војница је преузела контролу над свим оружаним снагама НДХ које нису биле део Домобранства, Морнарице и Авиације. Војница се састојала од стајаћих дјелатних сдругова, Павелићевог телесног здруга, оружништва, редарство (редовна полиција), Усташке надзорне службе, прометних здругова за чување пруга, војне академије, припремне усташке бојне и Усташког стеговног и казненог суда. Већина официра стајаћих дјелатних сдругова нису имали завршену професионалну обуку и већина
њених војника за време рата били су добровољци. Између Усташке војнице и Хрватског домобранства постојао је широк идеолошки јаз. Домобранство није било политички индоктринирано, док је Војница била индоктринирана усташком идеологијом и посвећена одбрани усташког режима и његовог вође. Врховни заповедник Војнице био је Павелић, али кад су јединице Војнице биле ангажоване у
војним операцијама заједно с Домобранством или с немачким и италијанским снагама, биле су под заповедништвом њихових војних заповедника. Усташка надзорна служба је обухватала Усташки обрамбени сдруг, основан крајем 1941. Обрамбени сдруг је учествовао у операција против четника и партизана, спроводио масовни терор над српским, јеврејским и ромским становништво НДХ и управљао је усташким концентрационим логорима, међу којима је био и Јасеновац.
Половином 1942. Немци су преузели команду над свим трупама НДХ које су деловале северно од немачко-италијанске демаркационе линије. Након смењивања маршала Кватерника са положаја министра војске и главног команданта у октобру 1942. односи између Усташке војнице и Домобранства су се даље погоршали, на штету Домобранства.
Усташка војница се до 1942. састојала из 12. дјелатних бојни (батаљона), поглавникове тјелесне бојне (личне страже), три железничке бојне, Одбрамбене бојне задужене за јасеновачки систем концентрационих логора, и неколико специјалних јединица од којих је најпознатија Црна легија.

## Реорганизација 1943.
Средином 1943. Немци су приступили реорганизацији Усташке војнице како би јој повећали ефикасност. У мају 1943. постојало је око 30 редовних бојни (батаљона) Војнице различите снаге. У то време, њих 12 је било размештено у италијанским окупационим зонама, углавном у зони III, док је остатак деловао у ловачким здруговима (лакој пешадији) и горским сдруговима (брдској пешадији) и у немачко-хрватској СС полицији. Овакав распоред је био на снази све до спајања Домобранства и Војнице у децембру 1944. У јуну 1943. је укинута Усташка надзорна служба и њене дужности су пребачене под Министарство унутрашњих послова. Међутим, Усташки обрамбени сдруг под Лубурићем је наставио да делује самостално. До септембра 1943, кратко након капитулација Италије, Усташка војница је бројала 25 редовних бојни (22.500 људи), уз Павелићев тјелесни сдруг од око 6.000 људи и оружништво од око 18.000 припадника, као и многе мање оружане групе.
У октобру 1943. немачки командант Југоистока, фелдмаршал Максимилијан фон Вајхс је предложио оперативном штабу Вермахта да се Усташка војница утопи у Домобранство. Овим предлогом би се ефективно са власти уклониле усташе као део промена у управи НДХ. Иако је Хитлер разматрао овај предлог, донета је одлука да се он не изврши, углавном јер би за његово спровођење биле потребне додатне немачке снаге.

## Спајање са Хрватским домобранством
Усташка војница и Хрватско домобранство су 1. децембра 1944. спојене и организоване у 16 дивизија подељених у три зборна мјеста (корпуса). У овом тренутку Усташку војницу је чинило око 76.000 официра и војника. Овај број не обухвата Усташку обрамбену бригаду, која је имала око 10.000 припадника, која је остала изван оружаних снага. Усташе са одговарајућим искуство уз неке професионалне војне официре који су били чврсто одани Павелићу су постављени на све кључне положаје.
Нова војска се називала Хрватске оружане снаге, али ово спајање је представљало само комбиновање постојећих формација као што су здругови Усташке војнице и пуковније Хрватског домобранства као посебних структура под командом дивизије. Униформе, опрема и снабдевање је остало исто као и пре спајања. У марту 1945. Усташка одбрамбена бригада је била уврштена у ХОС.

## Борбена репутација
Усташка војница је била скоро у сваком погледу различита од Хрватског домобранства чији су војници углавном били регрутовани. Док је Хрватско домобранство било лоше наоружано и од 1942. подложно масовним дезертирањима, Усташку војницу су чинили млади, добро опремљени и индоктринирани добровољци одани Павелићу и НДХ. Иако су били недисциплиновани, нису бежали од од борбе и били су упорни борци, јер су претпостављали да су мале шансе да преживе ако буду заробљени. Све до половине 1944. у Усташкој војници се нису дешавала масовна дезертерства, мада она која су се десила нису никада била равна онима која су захватала Домобранство. Због своје веће поузданости, јединице Усташке војнице су коришћене не боковима домобранских јединица које су се бориле против партизана да би спречили масовна дезертерства током војних операција.

## Ратни злочини
Припадници ових формација су починили најтеже ратне злочине од свих формација које су ратовале на југословенском ратишту, највише над српским становништвом које је живело на територији НДХ. У мају 1941. у месту Глина, на само 50 km од Загреба, усташе су скупиле око 260 локалних становника у цркву, убили их и спалили цркву. До септембра 1941. више од 118.000 Срба је протерано из НДХ, многе православне цркве су уништене или оскрнављене, а велики број православних свештеника је убијен или протеран.
Први логор који су основале усташе био је логор Јадовно, који је радио све док Италијани нису преузели контролу над тим подручјем.
Крајем јула 1942, сви концентрациони логори у НДХ су званично пребачени у надлежност Министарства унутрашњих послова од Усташке надзорне службе, која им је управљала од августа 1941. Постојало је око 20 већих и средњих логора, од којих је највећи логор Јасеновац био систем логора код ушћа реке Уне у Саву. Логор је постао чувен по бруталности, варварству и великом броју жртава. Чак и када је Усташка надзорна служба распуштена јануара 1943, Вјекослав Лубурић је остао управник свих логора током већег дела рата.
У јуну и августу 1942, делови Усташке војнице, уз домобранске и немачке снаге, су спровеле велике антипартизанске акције на Козари и у Срему. Током ових офанзива, јединице Усташке војнице су извршиле велике злочине над српским становништвом овог краја, а онда су, заједно са немачким јединицама, послали хиљаде српских цивила, укључујући жене и децу, као и неке партизане, у концентрационе логоре Јасеновац, Сисак, Стара Градишка и Сајмиште.

## Чинови
Ознаке чинова од 3. августа 1942.
- Крилник (генерал)
- пуковник
- Допуковник (Потпуковник)
- Бојник (мајор)
- Надсатник
- Сатник (Капетан)
- Натпоручник
- Поручник
- Заставник
- Часнички намјесник (Старији водник прве класе)
- Стожерни водник (Старији водник)
- водник
- Доводник (Млађи водник)
- Ројник (Десетар)
- Доројник (Разводник)
- Војничар (Војник)